# Neutrí muònic
El neutrí muònic és una partícula elemental de la família dels leptons representada pel símbol νμ i, a diferència del muó, desproveïda de càrrega elèctrica. Juntament amb el muó, forma la segona generació dels leptons. D'aquí el seu nom. Va ser hipotetitzat per diversa gent a la dècada de 1940 i descobert el 1962 per Leon Lederman, Melvin Schwartz i Jack Steinberger. La descoberta va ser guardonada el 1988 amb el Premi Nobel de Física.